# لجنة الانتخابات الوطنية في صوماليلاند
لجنة الانتخابات الوطنية في صوماليلاند (NEC) (بالصومالية: Komishanka Doorashooyinka Qaranka Somaliland)‏؛ (بالإنجليزية: Somaliland National Electoral Commission)‏ هي اللجنة الوطنية للانتخابات في أرض الصومال. وتنظم اللجنة الانتخابات الرئاسية والبرلمانية وانتخابات المجالس المحلية والاستفتاءات في أرض الصومال. الرئيس الحالي للجنة هو عبد الرشيد محمود علي.

## أفراد
وتتكون اللجنة من سبعة أعضاء، ثلاثة منهم يرشحهم رئيس أرض الصومال، واثنان يرشحهم مجلس الحكماء، والاثنان الآخران ترشحهما أحزاب المعارضة. ثم تتم الموافقة على المرشحين من قبل مجلس النواب، وتكون مدة مكتب اللجنة خمس سنوات.

## روابط خارجية
- دليل قانون صوماليلاند Eectoral